# Isnād
Der Isnād (arabisch إسناد ‚Stütze‘) ist die Kette der Überlieferer eines Hadith, die als Stütze für die Authentizität einer Aussage des Propheten Mohammed dient und diese stets einleitet.
Somit beschäftigt man sich in der islamischen Traditionsliteratur mit den Isnaden eingehend, d. h. man widmet sich den Überlieferern selbst und erforscht ihre Lebensumstände und Kontakte zu ihren älteren (Lehrern) und jüngeren (Schülern) Zeitgenossen.
Je nach Beschaffenheit der Überliefererketten werden genaue Klassifizierungen derselben unternommen: läuft der Isnad in einer ununterbrochenen Kontinuität auf den Propheten zurück, so ist er musnad, d. h. gestützt oder muttaṣil' . Die Tradition selbst nennt man dann marfūʿ („hochgehoben“). Fehlt ein Glied (oder mehrere Glieder) in der Kette – aus welchen Gründen auch immer –, so spricht man von einem munqaṭiʿ („unterbrochen“). Es gibt viele Traditionen, die die zweite Generation nach dem Propheten als Prophetenaussage überliefert, aber den Augenzeugen, den Gefährten des Propheten, nicht nennt; hier ist die Überliefererkette mursal. Hierfür gibt es in der Fachliteratur keine entsprechende Übersetzung. Dennoch werden solche Traditionen fast wie „gesunde“ (ṣaḥīḥ) und authentische Traditionen behandelt, die Beweiskraft haben. Unschön empfindet man Isnade, in denen zwischen den einzelnen Überlieferern lediglich die Präposition 'ʿan steht, d. h. „nach“, „unter Berufung auf“: A nach B nach C nach D usw. … nach dem Propheten (Spruch folgt). Diese Isnad-Art nennt man entsprechend muʿanʿan. Als „zweifelhaft“ betrachtet man Isnade, in denen einer der Überlieferer nicht namentlich angegeben wird, sondern nur „nach einem Mann“. Diese Isnade nennt man mubham.
Die Summe der Überliefererketten nennt man auch „Wege“ (ṭuruq, sing.: ṭarīq), die ihrerseits ebenfalls einer Klassifizierung unterliegen: 
- gut bekannte und allgemein verbreitete Isnade mit einem bekannten Inhalt (matn) nennt man mutawātir („verbreitet“, „bekannt“),
- andere wiederum  mit nur einigen bekannten Tradenten nennt man „berühmt“/„bekannt“ (maschhūr).
- „Seltsam“/„fremd“ (ġarīb) ist ein Isnad, in dem höchstens ein Tradent bekannt ist.

Die Isnad-Analysen haben sowohl in islamischen Gelehrtenkreisen der Gegenwart als auch in der Islamwissenschaft einen hohen Stellenwert und sind Gegenstand der Forschung.